# Faro di Ambrose

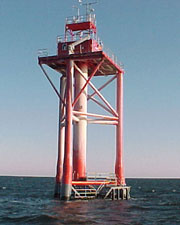

Il faro di Ambrose, o torre Ambrose, è stato un faro situato alla convergenza di diverse rotte marine in arrivo nella Lower New York Bay, un punto di passaggio obbligato per navi in uscita o in entrata ai porti di New York.
Venendo meno la sua utilità, nel 2008 è stato demolito.
Il faro di Ambrose rappresentava la linea di traguardo della competizione relativa al Nastro Azzurro, il riconoscimento che veniva attribuito alla nave passeggeri che deteneva il record di velocità media di attraversamento dell'Atlantico, in regolare servizio e senza scali di rifornimento. L'unica nave italiana a fregiarsi di questo prestigioso riconoscimento fu il piroscafo transatlantico Rex, che salpò da Genova il 10 agosto 1933, toccò Gibilterra (punto di partenza della traversata ritenuta valida per il premio) l'11 agosto e transitò al traverso del faro di Ambrose il 16 agosto, dopo aver mantenuto una velocità media di 29,92 nodi (53,59 Km/h).
L'ultima validità di record fu assegnata nel 1952 alla nave americana United States e da allora, non avendo più istituito questo riconoscimento, il faro di Ambrose perse anche quella funzione.